# World Rugby Pacific Four Series 2021
World Rugby Pacific Four Series 2021 o, più informalmente, Pacific Four Series 2021, fu la 1ª edizione del torneo transcontinentale di rugby a 15 femminile organizzato da World Rugby tra le squadre nazionali di Australia, Canada, Nuova Zelanda e Stati Uniti.
Nonostante il nome, la prima edizione si tenne solo tra le due compagini nordamericane a causa della pandemia di COVID-19 con gara d'andata e ritorno a Glendale, in Colorado.
Ad aggiudicarsi il torneo fu il Canada che batté le padrone di casa statunitensi nel doppio confronto per 15-9 e, a seguire, per 26-13, iscrivendo così per primo il proprio nome nel palmarès della competizione.
Il valore delle marcature, come stabilito da World Rugby nel 2017, è: 5 punti per ciascuna meta (7 se trasformata), 7 punti per la meta tecnica, 3 punti per la realizzazione di ciascun calcio piazzato, idem per il drop.

## Squadre partecipanti
- Canada
- Stati Uniti

## Risultati
| Arbitro: | Julianne Zussman |

|                      |      |                         |
|                      | mt   | 18’ Gonzalez 35’ Paquin |
|                      | tr   | 36’ de Goede            |
| Foster 23’, 43’, 58’ | c.p. | 61’ de Goede            |

| Arbitro: | Kat Roche |

|                   |      |                                              |
| Zackary 2’        | mt   | 5’ de Goede 9’ Holtkamp 30’ Ellis 69’ Paquin |
| Cantorna 3’       | tr   | 5’, 30’, 69’ de Goede                        |
| Cantorna 28’, 44’ | c.p. |                                              |

## Classifica
| Pos | Squadra     | G | V | N | P | PF | PS | P±  | B | PT |
| --- | ----------- | - | - | - | - | -- | -- | --- | - | -- |
| 1   | Canada      | 2 | 2 | 0 | 0 | 41 | 22 | +19 | 1 | 9  |
| 2   | Stati Uniti | 2 | 0 | 0 | 2 | 22 | 41 | -19 | 1 | 1  |